# Johan Fredrik Cedergrén
Johan Fredrik Cedergrén, född 1774, död 1839 var en svensk urmakare.
Johan Fredrik Cedergrén hade sin urfabrik vid Stora Nygatan i Gamla stan, Stockholm. Firman hade ett gott renommé men tillverkningen var blygsam och omfattade bland annat pendyler och fickur med åtta dygns gångtid. Även hans son Johan Teodor Cedergrén (1819–1904) utövade urmakaryrket och blev senare okularist. En av Johan Fredrik Cedergréns sju döttrar, Betty Cedergrén lärdes upp av fadern och blev så småningom en känd urmakare. År 1844 gifte hon sig med urmakaren Gustaf Wilhelm Linderoth, som hade arbetade som gesäll under två till tre år hos Cedergrén och där träffade sin blivande hustru. Båda drev tillsammans det framgångsrika Linderoths urfabrik vid Drottninggatan 28.